# ダイハツインフィニアース
ダイハツインフィニアース株式会社（DAIHATSU INFINEARTH MFG.CO.,LTD.）は、中・大型船舶、鉄道車輌用ディーゼルエンジン、陸用（定置式の発電機およびポンプ用）ディーゼルエンジンおよびガスタービンエンジン、コジェネレーションシステムなどを製造する会社である。旧社名はダイハツディーゼル株式会社。

## 概要
みどり会の会員企業であり、三和グループに属している。ただしダイハツ工業と異なりトヨタグループではなく、三水会（後の水曜会）には加盟していない。
ダイハツ工業の関連会社であり、ダイハツ工業が発行済み株式の35.3％を保有する筆頭株主であった。しかし、自動車の電動化が進む中で、相乗効果が薄れている事などを背景に2025年にダイハツ工業が保有する全株式を売却。15.5％を4月1日付けで今治造船が取得し筆頭株主となった。残り19.8％分は3月5日までにダイハツディーゼルが自己株取得した。

## 国内事業所
- 本社：大阪府大阪市北区大淀中1丁目1-30　梅田スカイビルタワーウエスト17･18階
- 守山第一工場：滋賀県守山市阿村町45
- 守山第二工場：滋賀県守山市古高町字松塚808-2
- 姫路工場：兵庫県姫路市広畑区富士町12-8
- 東京支社：東京都中央区日本橋本町2丁目2-10　ダイハツビルディング4階
- 仙台支店：仙台市青葉区本町2丁目2-3 鹿島広業ビル
- 名古屋支店：名古屋市中村区那古野1丁目47-1　名古屋国際センタービル17階
- 四国支店：愛媛県今治市近見町3丁目6-42
- 九州支店：福岡市東区多の津2丁目3-1
- 環境エネルギーセンター：大阪府大阪市淀川区西中島2丁目12-11　川久センタービル3階

## 主要海外拠点
- DAIHATSU INFINEARTH（ASIA PACIFIC）PTE.LTD.（シンガポール）
- DAIHATSU INFINEARTH（SHANGHAI）CO.,LTD.（上海）
- DAIHATSU INFINEARTH（EUROPE） LTD.（ロンドン）
- DAIHATSU INFINEARTH（AMERICA）,INC.（ニューヨーク）

## 国内グループ会社
- ダイハツインフィニアース部品サービス株式会社
- ダイハツインフィニアース姫路株式会社
- ダイハツインフィニアース西日本株式会社
- ダイハツインフィニアース四国株式会社
- ダイハツインフィニアース中日本株式会社
- ダイハツインフィニアース東日本株式会社
- ディーエス商事株式会社
- ダイハツインフィニアース梅田シティ株式会社
- 日本ノッズル精機株式会社

### 関連会社
- ダイハツ工業株式会社
- 株式会社ダイハツメタル

### 過去の関連会社
- ダイハツディーゼルNHN

## 沿革
- 1965年（昭和40年）3月 - ダイハツ工業本社の大阪府池田市への移転に伴い、船舶用、および鉄道車両（主に気動車、およびごく一部のディーゼル機関車）用、汎用ディーゼル機関の製造・販売を行う同社大阪事業部に改組。
- 1966年（昭和41年）5月 - ダイハツ工業から大阪事業部を分離して「ダイハツディーゼル株式会社」を設立。 
  - 分社化された当社がダイハツ創業の地に残る形になった。
- 1968年（昭和43年）8月 - 九州地区の内燃機関販売代理店として長崎マリンサービス株式会社を設立（現・ダイハツディーゼル西日本株式会社。連結子会社）。
- 1969年（昭和44年）8月 - 滋賀県守山市に守山工場を建設、操業開始。
- 1970年（昭和45年）
  - 4月 -株式額面金額を変更するため会社合併を行う。
  - 4月 - 四国地区の内燃機関販売代理店としてダイハツディーゼル今治サービス株式会社を設立（のちダイハツディーゼル四国を経て、現・ダイハツインフィニアース四国。連結子会社）。
- 1972年（昭和47年）12月 - 近畿・中国・山陰地区の内燃機関販売代理店として中日本ダイハツディーゼル販売株式会社を設立（のちダイハツディーゼル中日本を経て、現・ダイハツインフィニアース中日本。連結子会社）。
- 1977年（昭和52年）11月 - 大阪証券取引所第2部に株式を上場。
- 1979年（昭和54年）1月 - 滋賀県守山市に守山第二工場を建設、操業開始。
- 1979年（昭和54年）1月 - 関東・東北・北海道地区の内燃機関販売代理店として東日本ダイハツディーゼル販売株式会社を設立（のちダイハツディーゼル東日本を経て、現・ダイハツインフィニアース東日本。連結子会社）。
- 1981年（昭和56年）
  - 9月 - 米国に北・中米総販売代理店としてDAIHATSU DIESEL(U.S.A.),INC.を設立（現・DAIHATSU INFINEARTH (AMERICA) ,INC.、連結子会社）。
  - 12月 - 内燃機関の塗装・梱包・運送を目的としてダイハツディーゼル輸送株式会社を設立（現・ディーエス商事、連結子会社）。
- 1982年（昭和57年）
  - 1月 - 中国の安慶中船柴油機有限公司および陝西柴油機重工有限公司とディーゼルエンジンに関する技術提携契約を締結。
  - 8月 - シンガポールにアジア総販売代理店としてDAIHATSU DIESEL (SINGAPORE) PTE. LTD.を設立（現・DAIHATSU INFINEARTH (ASIA PACIFIC) PTE. LTD.、連結子会社）。
- 1983年（昭和58年）
  - 8月 - 守山第二工場に部品センター、研究工場を建設。
  - 10月 - 英国に欧州総販売代理店としてDAIHATSU DIESEL (EUROPE) LTD.設立（現・DAIHATSU INFINEARTH (EUROPE) LTD.。連結子会社）。
- 1986年（昭和61年）
  - 4月 - 情報通信業務を株式会社ダイテクとして独立、設立（現・連結子会社）。
  - 9月 - 近畿地区の部品販売会社としてディー・ディー部品サービス株式会社を設立（のちダイハツディーゼル部品サービスを経て、現・ダイハツインフィニアース部品サービス。連結子会社）。
  - 11月 - 守山第二工場に精機メカトロ工場を建設、精機メカトロの生産開始。
- 1990年（平成2年）9月 - 大阪府大阪市中央区徳井町に本社移転。
- 1991年（平成3年）11月 - 旧本社跡地に積水ハウス株式会社他2社と再開発事業を行うにあたりダイハツディーゼル梅田シティ株式会社を設立、貸事務所および駐車場業を開始（現・ダイハツインフィニアース梅田シティ。連結子会社）。
- 1993年（平成5年）
  - 11月 - 中国に上海事務所を開設。
  - 旧本社跡地に共同開発による梅田スカイビルが竣工。
- 1994年（平成6年）1月 - 英国LRQAから国際品質標準規格のISO9001の認証を取得。
- 1999年（平成11年）
  - 2月 - 株式会社トヨタタービン&システムと小型ガスタービンの販売提携契約を締結。
  - 6月 - 守山第二工場に物流工場を建設、倉庫賃貸業を開始。
- 2000年（平成12年）
  - 5月 - ダイハツディーゼル機器と株式会社ニッカナの2社を建築機器関連事業の再構築を図るために合併、新たにダイハツディーゼル エヌ・エイチ・エヌ株式会社を設立。
  - 5月 - 中国に中国総販売代理店としてDAIHATSU DIESEL (SHANGHAI) CO., LTD.（現・DAIHATSU INFINEARTH（SHANGHAI）CO.,LTD.。連結子会社）を設立。
  - 12月 - 守山工場に国際環境基準ISO14001の認証を取得。
- 2001年（平成13年）10月 - 守山第一工場に技術開発センター、史料館を建設。
- 2004年（平成16年）
  - 4月 - 台湾に台湾事務所を開設。
  - 10月 - 三井造船株式会社とガスエンジンに関する技術提携契約を締結。
- 2005年（平成17年）
  - 4月 - ダイハツディーゼルエヌ・エイチ・エヌ株式会社を会社分割。承継会社としてNHN興産株式会社、分割新設会社としてダイハツディーゼルエヌ・エイチ・エヌ株式会社を設立。
  - 5月 - 守山第二工場に発電設備を建設。株式会社フェスコパワーステーション滋賀と賃貸契約を締結。
  - 7月 - 旧本社跡地に建つ梅田スカイビルに本社を移転。
  - 2005年（平成17年）9月 - 守山工場に中国船級社（CCS）工場認定を取得。
- 2007年（平成19年）
  - 3月 - 増資により2,028万円の資金調達を行った。
  - 7月 - 安慶中船柴油機有限公司との共同出資による合弁会社DAIHATSU DIESEL ANQING IRONWORKS.CO.,LTD.を設立。
  - 9月 - 社団法人日本舶用工業会とスーパークリーンマリンディーゼルに関する技術提携契約を締結。
- 2008年（平成20年）5月 - 守山第二工場に研究開発センターを建設。
- 2010年（平成22年）
  - 3月 - ダイハツディーゼルエヌ・エイチ・エヌ株式会社を清算結了。
  - 7月 - 韓国「斗山エンジン社」とライセンス契約締結。
  - 9月 - 三井造船との共同出資による合弁会社「MDエンジニアリング株式会社」を設立。
- 2013年（平成25年）7月 - 大阪証券取引所と東京証券取引所との現物株市場統合に伴い、東京証券取引所第2部に指定替え。
- 2015年（平成27年）11月 - ダイハツディーゼル姫路株式会社を設立。
- 2017年（平成29年）11月 - 守山第一工場に総合棟を建設。
- 2018年（平成30年）8月 - 兵庫県姫路市に姫路工場を建設、操業開始。
- 2025年（令和7年）
  - 4月1日 - ダイハツ工業が保有する株式を今治造船に売却し、今治造船が筆頭株主となる。
  - 5月2日 - 商号をダイハツインフィニアース株式会社（英: DAIHATSU INFINEARTH MFG.CO.,LTD）に変更[3][4]。